# Werner Stumper
Werner Stumper (* 11. August 1927 in Bremerhaven; † 24. Mai 2010 in Villingen-Schwenningen) war ein deutscher Maler und Grafiker.

## Leben
Er absolvierte von 1946 bis 1949 eine Lehre als Maler mit Gesellenprüfung, und von 1949 bis 1952 ein Studium an der Staatlichen Kunstschule Bremen, bei Professor Heckroth, Professor Menz. In den 1950er Jahren arbeitete er als freier Künstler.
Seit 1955 lebte Stumper in Villingen-Schwenningen.
Zu seinen Arbeitstechniken gehörten Linoldrucke, Monotypien, Aquarelle und Federzeichnungen, sowie Öl-Kreide Malerei und klassische Ölmalerei.
Stumper war von 1960 bis 1987 Mitglied im Kunstverein Villingen-Schwenningen und gehört ebenfalls der Künstlergilde Donaueschingen an.
In den 1950er Jahren arbeitete Werner Stumper als Dekormaler bei der Fa. Schaller, Porzellan. In dieser Zeit entwarf er auch Porzellandekore für die Fa. Rosenthal.
1993 illustrierte er den Gedichtband des niederdeutschen Dichters Friedrich Freudenthal aus der Reihe Soltauer Schriften, Band 2 „aus Lust und Leed“ mit Linoldrucken aus seiner Werkstatt sowie 1995 das Titelbild zu Band 4 der Soltauer Schriften.
In dieser Zeit entstanden aus seiner Feder auch Kurzgeschichten, darunter „Anna Kaiser-Erinnerungen nach 50 Jahren“; Gedichte in niederdeutscher Sprache folgten.

## Ausstellungen (Auswahl)
- Ausstellung Gewerkschaftsbund, München
- Jährliche Herbstausstellung Kunstverein Villingen-Schwenningen
- Jährliche Ausstellung der Künstlergilde Donaueschingen
- in den frühen 60er Jahren als Gast bei Ausstellungen in St. Georgen unter anderem mit HAP Grieshaber
- 1963 "Eule", Schwenningen[2]
- 1969 Gemeinschaftsausstellung P&Q Center,[3]
- 1978 Lebenshilfe
- 1982 Ausstellung in Pontalier (Frankreich) als Gast bei "amis des arts"
- 1983 Auftakt der Ausstellungsreihe "Kunst im Rathaus" in Villingen-Schwenningen[4]
- 1976/1980 Ausstellungen bei der Fa. Winkler KG, Villingen[5]
- 1988 Ausstellung "hier und anderswo", Commerzbank, Villingen[6]
- 1993 Ausstellung "Farb Ton", Schwenningen[7]
- 1993 Galerie "Photonik Art", Villingen[8]
- 1988–1994 Ausstellungsfenster. Unterführung am Niederen Tor, Villingen